# Patrick Meier
Patrick Meier (* 15. März 1976 in Winterthur) ist ein ehemaliger Schweizer Eiskunstläufer, der im Einzellauf startete. Heute ist er Trainer beim Winterthurer Schlittschuh-Club.
Mit zwei Jahren stand Meier das erste Mal auf dem Eis, mit vier Jahren besuchte er den Kinderkurs des Winterthurer Schlittschuh-Clubs und begann im Anschluss daran mit dem strukturierten Training.
Meier wurde von Christina Persico trainiert und war der erste Schweizer, der einen dreifachen Axel im Wettbewerb zeigen konnte. Dies gelang ihm beim Karl-Schäfer-Pokal 1995.
Meier wurde im Zeitraum von 1992 bis 2000 sieben Mal Schweizer Meister. Im Zeitraum von 1992 bis 2004 nahm er an acht Weltmeisterschaften und zehn Europameisterschaften teil. Seine besten Resultate bei diesen Turnieren waren der 16. Platz bei der Weltmeisterschaft 2001 und der zehnte Platz bei der Europameisterschaft 1999. 1998 bestritt Meier seine einzigen Olympischen Spiele und beendete sie auf dem 22. Platz, was er später als Highlight seiner Karriere bezeichnen sollte.
Patrick Meier studierte Rechtswissenschaften an der Universität in Zürich, arbeitete aber nie als Anwalt. Stattdessen nahm er bereits während seiner Aktivzeit eine Tätigkeit als Trainer auf und gehört als Funktionär zur technischen Kommission der Internationalen Eislaufunion.

## Ergebnisse
| Wettbewerb / Jahr         | 1992 | 1993 | 1994 | 1995 | 1996 | 1997 | 1998 | 1999 | 2000 | 2001 | 2002 | 2003 | 2004 |
| ------------------------- | ---- | ---- | ---- | ---- | ---- | ---- | ---- | ---- | ---- | ---- | ---- | ---- | ---- |
| Olympische Winterspiele   |      |      |      |      |      |      | 22.  |      |      |      |      |      |      |
| Weltmeisterschaften       | 34.  |      |      |      | 25.  | 24.  | 20.  | 22.  | 22.  | 16.  |      |      | 31.  |
| Europameisterschaften     | 19.  |      | 25.  | 18.  | 13.  | 17.  | 12.  | 10.  | Z    |      | 24.  |      | 20.  |
| Schweizer Meisterschaften | 1.   |      | 1.   |      | 1.   | 1.   | 1.   | 1.   | 1.   | 2.   |      |      | 2.   |

Z = Zurückgezogen